# Port lotniczy Vancouver

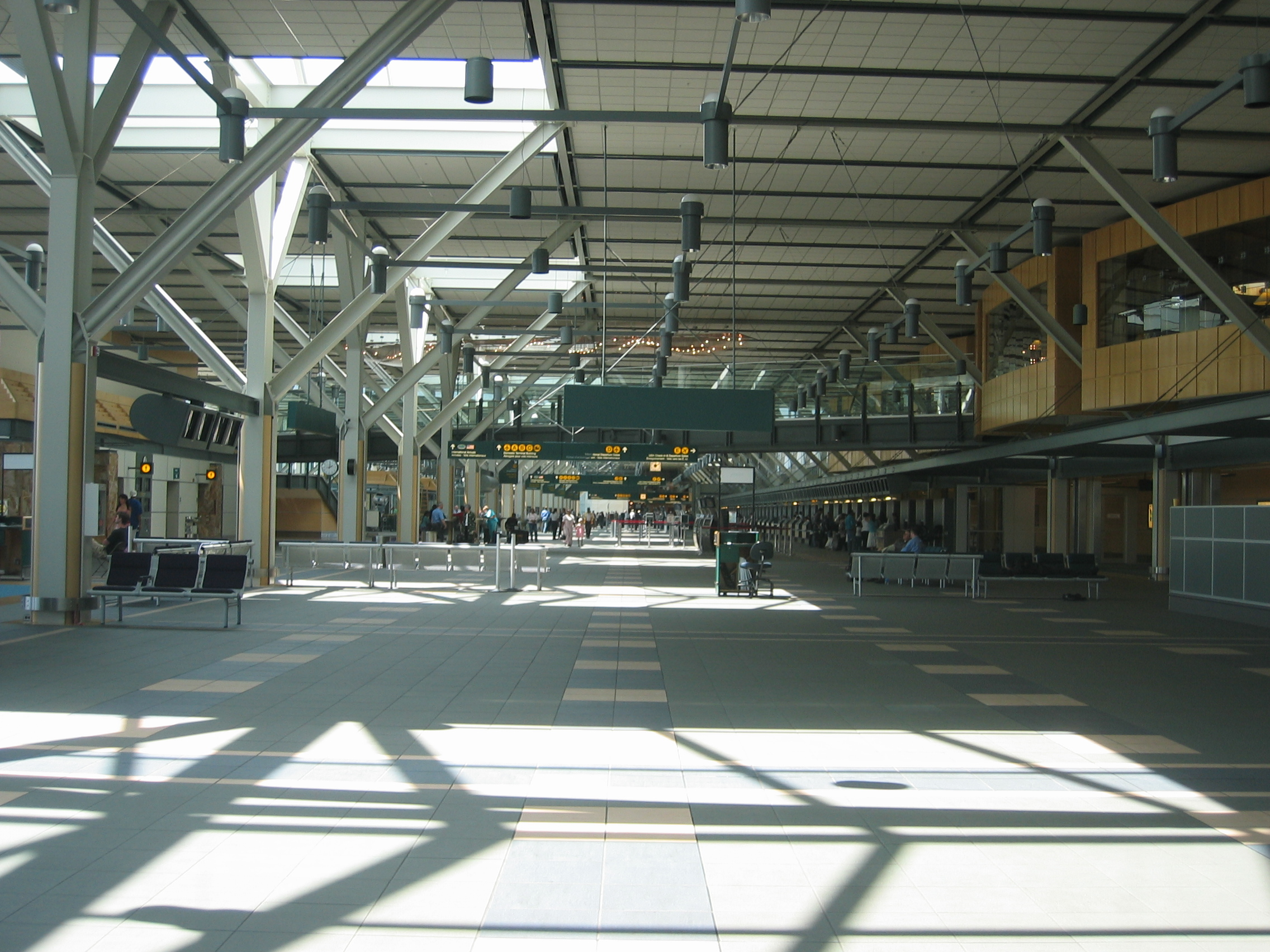
Terminal międzynarodowy

Port lotniczy Vancouver (Vancouver International Airport) – międzynarodowy port lotniczy położony w Richmond, 15 km od centrum Vancouver, w Kanadzie. W 2005 obsłużył około 16,4 mln pasażerów.

## Linie lotnicze i połączenia

### Terminal Krajowy
- Air Canada (Calgary, Edmonton, Kelowna, Montréal, Ottawa, Regina, Toronto-Pearson, Victoria, Winnipeg)
  - Air Canada Jazz (Calgary, Castlegar, Comox, Cranbrook, Edmonton, Fort St. John, Kamloops, Kelowna, Nanaimo, Penticton, Prince George, Prince Rupert, Regina, Sandspit, Saskatoon, Smithers, Terrace, Victoria, Whitehorse, Yellowknife [sezonowo, od 1 grudnia 2007])
- Air North (Whitehorse)
- Central Mountain Air (Campbell River, Comox, Dawson Creek, Kelowna, Quesnel, Williams Lake)
- Skyservice (Toronto-Pearson)
- Sunwing Airlines (Halifax, Montréal, London (ON))
- WestJet (Calgary, Edmonton, Kelowna, Montréal, Ottawa, Prince George, Toronto-Pearson, Winnipeg)

### Terminal Międzynarodowy
- Air Canada (Anchorage, Pekin, Cancun, Hongkong, Honolulu, Ixtapa-Zihuatanejo [sezonowo], Kahului, Kona, Las Vegas, Londyn-Heathrow, Los Angeles, Nowy Jork-JFK, Osaka-Kansai, Puerto Vallarta, Punta Cana, San Diego, San Francisco, San Jose del Cabo [sezonowo], Seul-Incheon, Szanghaj-Pudong, Sydney, Tokio-Narita)
  - Air Canada Jazz (Portland (OR), Sacramento, Seattle/Tacoma)
- Air China (Pekin)
- Air India (Amritsar, Delhi) [od przełomu 2007/2007]
- Air New Zealand (Auckland)
- Air Pacific (Honolulu, Nadi)
- Air Transat (Amsterdam, Cancun, Frankfurt, Glasgow-International, Londyn-Gatwick, Manchester (UK), Monachium, Paryż-Charles De Gaulle, Puerto Plata, Puerto Vallarta, Punta Cana, Samana, Varadero)
- Alaska Airlines (Anchorage, Las Vegas, Los Angeles, Palm Springs, San Francisco, Seattle/Tacoma)
  - Horizon Air (Portland (OR), Seattle/Tacoma)
- American Airlines (Chicago-O'Hare [sezonowo], Dallas/Fort Worth)
- Belair (Zurych [sezonowo])
- British Airways (Londyn-Heathrow)
- Cathay Pacific (Hongkong, Nowy Jork-JFK)
- China Airlines (Tajpej-Taiwan Taoyuan)
- China Eastern Airlines (Szanghaj-Pudong)
- China Southern Airlines (Guangzhou) [od lipca 2009]
- Condor Airlines (Frankfurt [sezonowo])
- Continental Airlines (Houston-Intercontinental, Newark [sezonowo])
- Delta Air Lines (Atlanta [sezonowo], Salt Lake City)
  - Delta Connection obsługiwane przez ExpressJet Airlines (Los Angeles)
  - Delta Connection obsługiwane przez SkyWest (Salt Lake City)
- EVA Air (Tajpej-Taiwan Taoyuan)
- Flyglobespan (Dublin [od 12 maja 2008],Glasgow-International, Londyn-Gatwick, Manchester (UK)) [sezonowo]
- Frontier Airlines (Denver)
- Japan Airlines (Meksyk, Tokio-Narita)
- KLM (Amsterdam)
- Korean Air (Soul-Incheon)
- LTU International (Düsseldorf, Monachium)
- Lufthansa (Frankfurt)
- Martinair (Amsterdam [sezonowo])
- Metis TransPacific Airlines (Hongkong, Makau) [od grudnia 2007]
- Mexicana (Meksyk)
- MyTravel Airways (Glasgow-International [sezonowo], Londyn-Gatwick, Manchester (UK) [sezonowo]) [od 29 marca 2008]
- Northwest Airlines (Detroit, Minneapolis/St. Paul) [sezonowo]
  - Northwest Airlink obsługiwane przez Compass Airlines (Minneapolis/St. Paul)
- Oasis Hong Kong Airlines (Hongkong)
- Philippine Airlines (Las Vegas, Manila)
- Qantas (Melbourne, San Francisco, Sydney) [sezonowo]
- Singapore Airlines (Seul-Incheon, Singapur)
- Skyservice (Bahias de Huatulco, Cancun, Liberia, Mazatlan, Montego Bay, Puerto Plata, Puerto Vallarta, Punta Cana, San Jose Del Cabo, Varadero)
- Thomas Cook Airlines (Glasgow-International, Londyn-Gatwick, Manchester (UK)) [sezonowo]
- United Airlines (Chicago-O'Hare, Denver, San Francisco, Waszyngton-Dulles)
  - United Express obsługiwane przez SkyWest (Los Angeles)
- US Airways (Las Vegas, Phoenix)
  - US Airways Express obsługiwane przez Mesa Airlines (Phoenix)
- WestJet (Honolulu [sezonowo], Kahului [sezonowo], Kona, Las Vegas, Palm Springs [sezonowo], San Jose del Cabo [od 22 grudnia])
- Zoom Airlines (Belfast-International, Cardiff, Glasgow-International, Londyn-Gatwick, Manchester (UK), Paryż-Charles De Gaulle [sezonowo])

### Terminal Południowy
- Amigo Airways (Nanaimo)
- Baxter Aviation (Nanaimo)
- Harbour Air (Ganges Harbour, Montague Harbour, Miners Bay, Lyall Harbour, Bedwell Harbour, Victoria/Inner Harbour, Nanaimo Harbour)
- Hawkair (Dawson Creek, Fort St. John, Grand Prairie, Prince Rupert, Terrace, Victoria (BC))
- HeliJet (Victoria/Inner Harbour)
- Howe Sound Seaplanes (Victoria)
- Kelowna Flightcraft (Masset, Sandspit, Kelowna)
- KD Air (Qualicum Beach)
- Northern Thunderbird Air (Smithers, Mackenzie, Prince George)
- Orca Airways (Tofino)
- Pacific Coastal Airlines (Anahim Lake, Calgary, Campbell River, Comox, Cranbrook, Penticton, Port Hardy, Powell River, Trail, Victoria (BC), Williams Lake)
- Regency North Vancouver Air (Tofino)
- Saltspring Air (Ganges Harbour, Maple Bay)
- Seair Seaplanes (Ganges Harbour, Montague Harbour, Miners Bay, Lyall Harbour, Port Washington, Telegraph Harbour, Nanaimo/Departure Bay)
- Swanberg Air (Grande Prairie)
- Tofino Air (Silva Bay, Sechelt)
- West Coast Air (Nanaimo, Sechelt, Victoria/Inner Harbour)